# 알이티하드 SC 알레포
알이티하드 알레포(아랍어: الاتحاد حلب, 영어: Al-Ittihad Aleppo)는 시리아 알레포를 연고로 하는 축구 클럽으로, 1953년에 창단했다. 알이티하드 알레포는 시리아에서 인기 높은 축구 팀으로 꼽히고 있다.

## 성적
- 시리아 프리미어리그: 우승 7회 (1967, 1968, 1977, 1993, 1995, 2005, 2025)
- 시리아 컵: 우승 8회 (1966, 1973, 1982, 1984, 1985, 1994, 2005, 2006)
- AFC컵: 우승 1회 (2010)

## 선수 명단

### 현역
참고: FIFA 자격 규정에 따라 소속된 국가대표팀 국기를 표시합니다. 선수는 복수의 FIFA 비회원국 국적을 가지고 있을 수 있습니다.
| 번호 | 포지션 | 국적   | 이름                |
| ---- | ------ | ------ | ------------------- |
| 9    | MF     | 시리아 | 아흐마드 알아흐마드 |

| 번호 | 포지션 | 국적 | 이름 |
| ---- | ------ | ---- | ---- |

## 역대 감독
| 감독                  | 임기   |
| --------------------- | ------ |
| 오스발도 아르딜레스   | 2001   |
| 아르투르 베르나르지스 | 2021   |
| 마허 바리             | 2022 ~ |